# Большой Мутор
Большой Мутор — деревня в России, расположена в Касимовском районе Рязанской области. Входит в состав Дмитриевского сельского поселения.

## Географическое положение
Деревня Большой Мутор расположена примерно в 25 км к северо-востоку от центра города Касимова на правом берегу реки Ксегжа. Ближайшие населённые пункты — деревня Двойново к северу, деревня Мильна к востоку и деревня Малый Мутор к югу.

## История
Деревня Большой Мутор впервые упоминается в XIX веке.
В 1905 году деревня относилась к Дмитриевской волости Касимовского уезда и имела 67 дворов при численности населения 562 чел.

## Население
| 1859 | 1906 | 2010 |
| ---- | ---- | ---- |
| 208  | ↗562 | ↘59  |

## Транспорт и связь
Деревня имеет регулярное автобусное сообщение с районным центром.
Деревню Большой Мутор обслуживает сельское отделение почтовой связи Выкуши (индекс 391358).

## Достопримечательности
Поблизости от деревни имеется источник, считающийся целебным при детских болезнях.